# Questão do genocídio do Holodomor
A questão do genocídio do Holodomor é uma tentativa de determinar se o Holodomor foi um genocídio étnico contra os ucranianos. Em 1932–1933, uma fome matou 3,3–3,9 milhões de pessoas na República Socialista Soviética da Ucrânia,:xiv número que faz parte do total de 5,5–8,7 milhões de mortos pela Fome soviética de 1932–1933.:401 Pelo menos 3,3 milhões de ucranianos étnicos morreram como resultado da fome na União Soviética.
Estudiosos continuam a debater "se a fome soviética provocada pelo homem foi um ato central em uma campanha de genocídio, ou se foi projetada simplesmente para acovardar os camponeses ucranianos à submissão, levá-los aos coletivos e garantir um suprimento constante de grãos para a industrialização soviética." De acordo com Simon Payaslian, o consenso acadêmico classifica o Holodomor como um genocídio, enquanto John Archibald Getty afirma que o consenso acadêmico classifica o Holodomor como resultado de atos desastrosos e inflexibilidade, em vez de algum plano genocida. Outros estudiosos dizem que continua sendo uma questão importante na política moderna e discutem se as políticas soviéticas se enquadram na definição legal de genocídio. Estudiosos que rejeitam o argumento de que a política estatal em relação à fome foi genocídio não absolvem Joseph Stalin ou quaisquer outras partes do regime soviético da culpa pelas mortes de fome, e ainda podem ver tais políticas como sendo, em última análise, de natureza criminosa.
Desde 2006, os governos de vários países também emitiram declarações reconhecendo o Holodomor como genocídio, incluindo a Ucrânia e 14 outros países, incluindo Austrália, Canadá, Colômbia, Geórgia, México, Peru e Polônia.

## Fome como genocídio

### Artigo do Simon Payaslian nas Bibliografias de Oxford
De acordo com Simon Payaslian, em uma visão geral no site Oxford Bibliographies Online, "um consenso se formou entre os estudiosos de que os genocídios no século 20 abrangeram (embora não se limitassem a) os seguintes casos: Herero em 1904-1907, o genocídio armênio no Império Otomano em 1915-1923, o Holodomor na antiga Ucrânia soviética em 1932-1933, o Holocausto Judeu em 1938-1945, Bangladesh em 1971, Camboja em 1975-1979, Timor Leste em 1975-1999, Bósnia em 1991-1995, e Ruanda em 1994."

### Rafael Lemkin
O professor de direito Raphael Lemkin, que cunhou o termo genocídio, afirmou que a fome foi causada pelo homem, e o Holodomor foi um genocídio. Em seu artigo de 1953 "Genocídio Soviético na Ucrânia", que ele apresentou como um discurso na cidade de Nova York, Lemkin afirmou que o Holodomor foi o terceiro ponto da russificação soviética da Ucrânia.
O que quero falar talvez seja o exemplo clássico do genocídio soviético, seu mais longo e amplo experimento de russificação – a destruição da nação ucraniana. A terceira vertente do plano soviético visava os agricultores, a grande massa de camponeses independentes que são o repositório da tradição, do folclore e da música, da língua e literatura nacionais, do espírito nacional da Ucrânia. Como um político soviético Kosior declarou no Izvestiia em 2 de dezembro de 1933, 'o nacionalismo ucraniano é nosso principal perigo', e foi para eliminar esse nacionalismo, para estabelecer a horrível uniformidade do estado soviético que o campesinato ucraniano foi sacrificado. A safra daquele ano foi suficiente para alimentar o povo e o gado da Ucrânia, embora tenha caído um pouco em relação ao ano anterior, uma diminuição provavelmente devido em grande parte à luta pela coletivização. Mas a fome era necessária para os soviéticos e, assim, eles conseguiram encomendar uma, por plano, por meio de uma alocação de grãos excepcionalmente alta ao estado como impostos.
Muitas das ideias de Lemkim foram incorporadas à Convenção do Genocídio, de 1948. Roman Serbyn relacionou a visão de Lemkin com o Artigo 2 da  Convenção, no qual o genocídio é definido como qualquer um dos seguintes atos - cometidos com a intenção de destruir, no todo ou em parte, um grupo nacional, étnico, racial ou religioso:
- matança de membros de um grupo;
- causar danos corporais ou mentais a membros de um grupo;
- infligir deliberadamente ao grupo condições de vida calculadas para provocar sua destruição física, total ou parcial;
- realizar a transferência forçada de crianças do grupo para outro grupo. [21]

Lemkin aplicou o conceito de genocídio às tentativas de destruir a nação ucraniana (e não apenas os agricultores da Ucrânia). Nesse caso, o processo genocida teria tido quatro dimensões:
- dizimação das elites nacionais
- destruição da Igreja Ortodoxa
- submissão da população camponesa à fome
- substituição da população do país por não-ucranianos, provenientes da URSS e outros lugares.[21]

Segundo Serbyn, a única dimensão faltante na análise de Lemkin foi a destruição dos ucranianos étnicos que viviam na República Russa e que eram oito milhões, antes do genocídio.
Timothy Snyder afirmou que, antes da adoção da convenção internacional pela ONU, os soviéticos "certificaram-se de que o termo genocídio, contrariamente às intenções de Lemkin, excluísse grupos políticos e econômicos". De acordo com Snyder, a fome ucraniana poderia ser apresentada como "de alguma forma menos genocida porque atingiu uma classe, os kulaks, bem como uma nação, a Ucrânia".:413 De acordo com Olga Andriewsky, a redescoberta em 2009 do ensaio inédito de Lemkin e seu enquadramento do Holodomor como apenas um episódio, juntamente com o surgimento do campo de estudos do genocídio, ajudou os historiadores a reconceituar sua natureza genocida em uma história mais ampla de violência colonial e coerção, citando Douglas Irvin-Erickson dizendo que "tudo isso fazia parte de um padrão maior. 'O genocídio não foi que o regime de Stalin matou tantas pessoas', como um estudioso de Lemkin explicou, 'mas que esses indivíduos foram mortos com o propósito de destruir o modo de vida ucraniano'."

### Robert Conquest
Em 1986, Conquest publicou The Harvest of Sorrow: Soviet Collectivisation and the Terror-Famine, tratando da coletivização da agricultura na Ucrânia e em outros lugares da União Soviética sob a direção de Stalin em 1929-1931 e a fome resultante, na qual milhões de camponeses morreram devido à fome, deportação para campos de trabalho e execução. Neste livro, Conquest apoiou a visão de que a fome foi um ato planejado de genocídio. De acordo com os historiadores Stephen Wheatcroft e RW Davies, "Conquest sustenta que Stalin queria a fome... e que a fome ucraniana foi deliberadamente infligida por si mesma". Em uma carta de 2003, Conquest esclareceu a eles que "Stalin infligiu propositalmente a fome de 1933? Não. O que eu argumento é que com a iminente fome resultante, ele poderia ter evitado isso, mas colocou “interesse soviético” acima de alimentar os famintos primeiro, assim conscientemente incentivando isso.”

### James Mace
O professor de ciência política James Mace ajudou Conquest a completar o livro The Harvest of Sorrow, e depois disso ele foi o único historiador dos EUA trabalhando na fome ucraniana, e o primeiro a nomeá-la categoricamente como um genocídio, enquanto os arquivos soviéticos permaneceram fechados e sem evidências diretas de intenção das autoridades. Em seu artigo de 1986 "A fome provocada pelo homem de 1933 na Ucrânia soviética", Mace escreveu: :12
Para os ucranianos, a fome deve ser entendida como a parte mais terrível de uma política consistente realizada contra eles: a destruição de sua elite cultural e espiritual que começou com o julgamento da União para a Libertação da Ucrânia, a destruição da autoridade oficial ucraniana ala do Partido Comunista e a destruição de sua base social no campo. Contra eles a fome parece ter sido concebida como parte de uma campanha para destruí-los como fator político e como organismo social.
Mace foi nomeado diretor da equipe da Comissão dos EUA sobre a Fome na Ucrânia. Embora não tivessem acesso aos arquivos, a comissão usou fontes soviéticas publicadas, relatos de sobreviventes e relatórios de jornalistas e diplomatas ocidentais para compilar um Relatório de 1988 ao Congresso que se manteve notavelmente bem, mesmo depois que uma imensa quantidade de informações da Ucrânia vieram à tona. Mace afirmou que, com base em evidências anedóticas, os soviéticos impediram propositalmente os ucranianos de deixar as regiões atingidas pela fome; isso foi posteriormente confirmado pela descoberta do decreto secreto de Stalin de janeiro de 1933 "Evitando o êxodo em massa de camponeses que estão morrendo de fome", restringindo as viagens de camponeses depois que "no Cubã e na Ucrânia começou um fluxo maciço de camponeses 'por pão'", que "como a saída da Ucrânia no ano passado, foi organizada pelos inimigos do poder soviético." Roman Serbyn chamou este documento de uma das "revelações fumegantes sobre o genocídio". Uma das dezenove principais conclusões do Relatório ao Congresso foi que "Joseph Stalin e aqueles ao seu redor cometeram genocídio contra os ucranianos em 1932-1933".

### Stanislav Kulchytsky
Stanislav Kulchytsky e Hennadiy Yefimenko afirmam que a mortalidade, em todos os casos, entre diferentes grupos étnicos na Ucrânia reflete a distribuição étnica da população rural da Ucrânia. Pessoas de etnia ucraniana, moldava e búlgara foram desproporcionalmente afetadas pela fome principalmente por causa de seu status rural.:64 Eles forneceram a seguinte tabela sobre mortalidade por todas as causas por etnia e a população de 1926 da RSS da Ucrânia no Censo de 1926 :
| Nacionalidade | Contagem do Censo de 1926 | Proporção do Censo de 1926 | Contagem da mortalidade de 1933 | Proporção da mortalidade de 1933 | Proporção de mortalidade/Proporção do censo |
| ------------- | ------------------------- | -------------------------- | ------------------------------- | -------------------------------- | ------------------------------------------- |
| Total         | 29.018.187                | 1,0000                     | 1.909.000                       | 1,000                            | 1,0000                                      |
| Ucranianos    | 23.218.860                | 0,8001                     | 1.552.200                       | 0,8131                           | 1,0162                                      |
| Russos        | 2.677.166                 | 0,0923                     | 85.000                          | 0,0445                           | 0,4826                                      |
| Judeus        | 1.574.391                 | 0,0543                     | 27.000                          | 0,0141                           | 0,2607                                      |
| Poloneses     | 476.435                   | 0,0164                     | 20.700                          | 0,0108                           | 0,6604                                      |
| Alemães       | 393.924                   | 0,0136                     | 13.200                          | 0,0069                           | 0,5094                                      |
| Moldávios     | 257.794                   | 0,0089                     | 16.100                          | 0,0084                           | 0,9493                                      |
| Gregos        | 104.666                   | 0,0036                     | 2.500                           | 0,0013                           | 0,3631                                      |
| Búlgaros      | 92.078                    | 0,0032                     | 7.700                           | 0,0040                           | 1,2712                                      |

### Steven Rosefielde
O professor de sistemas econômicos comparativos Steven Rosefielde afirma que a maioria das mortes veio da ação do Estado, não da má colheita. Em seu livro de 2009, Holocausto Vermelho, ele escreveu::259
Houve uma fome (escassez generalizada de alimentos prejudicial à saúde) 1932-33 causada por duas colheitas ruins em 1931 e 1932 atribuível em parte à coletivização e em parte ao clima (embora Kondrashin e Penner contestem a explicação), mas não causou os assassinatos . Os suprimentos de grãos eram suficientes para sustentar a todos se distribuídos adequadamente. As pessoas morriam principalmente de fome de terror (excesso de exportação de grãos, apreensão de comestíveis dos famintos, recusa do Estado em fornecer ajuda de emergência, proibições de emigração e deportação forçada para locais com déficit alimentar), não colheitas ruins e trapalhadas administrativas de rotina.

### Norman Naimark
O professor de estudos do Leste Europeu Norman Naimark afirma que as mortes do Holodomor foram intencionais e, portanto, foram genocídio. Em seu livro de 2010, os Genocídios de Stalin, Naimark escreveu::134–135
Há evidências suficientes – se não evidências esmagadoras – para indicar que Stalin e seus tenentes sabiam que a fome generalizada na URSS em 1932-33 atingiu particularmente a Ucrânia e que eles estavam prontos para ver milhões de camponeses ucranianos morrerem como resultado. Eles não fizeram nenhum esforço para fornecer alívio; eles impediram os camponeses de buscar comida nas cidades ou em outros lugares da URSS; e eles se recusaram a relaxar as restrições às entregas de grãos até que fosse tarde demais. A hostilidade de Stalin aos ucranianos e suas tentativas de manter sua forma de "governo doméstico", bem como sua raiva pela resistência dos camponeses ucranianos à coletivização, alimentaram a fome assassina.

### Timothy Snyder
O professor de história Timothy Snyder afirmou que a fome foi "deliberada":viie que várias das políticas mais letais se aplicavam apenas, ou principalmente, à Ucrânia. Em seu livro de 2010 , Bloodlands, Snyder afirmou::42–46
Nas últimas semanas de 1932, sem enfrentar nenhuma ameaça de segurança externa e nenhum desafio interno, sem nenhuma justificativa concebível exceto para provar a inevitabilidade de seu governo, Stalin escolheu matar milhões de pessoas na Ucrânia soviética. . . . Não foi a escassez de alimentos, mas a distribuição de alimentos que matou milhões na Ucrânia soviética, e foi Stalin quem decidiu quem tinha direito a quê.
Em uma sessão de perguntas e respostas de 2017, Snyder disse que acreditava que a fome era genocídio, mas se absteve de usar o termo porque poderia confundir as pessoas, explicando::1:30:50
Se você me perguntar, é o genocídio do Holodomor ucraniano? Sim, a meu ver, é. Na minha opinião, atende aos critérios da lei de genocídio de 1948, a Convenção – atende às ideias que Raphael Lemkin estabeleceu. A Armênia é genocídio? Sim, acredito que legalmente atende com muita facilidade a essa qualificação. Eu só não acho que isso significa o que as pessoas pensam que significa. Porque tem gente que ouve a palavra "genocídio" e acha que significa a tentativa de matar todo homem mulher e criança, e o genocídio armênio está mais próximo do Holocausto do que a maioria dos outros casos, né, mas não é a mesma coisa. Então, hesito em usar "genocídio" porque acho que toda vez que a palavra "genocídio" é usada, provoca mal-entendidos.

## Fome como crime, mas não genocídio

### Michael Ellman
O professor de economia Michael Ellman afirma que Stalin claramente cometeu crimes contra a humanidade, mas se ele cometeu genocídio depende da definição do termo. Em seu artigo de 2007, "Stalin and the Soviet Famine of 1932–33 Revisited", ele escreveu::681–682, 686
O comportamento do "time do Stalin" em 1930-34 constitui claramente um crime contra a humanidade (ou uma série de crimes contra a humanidade), conforme definido no Estatuto de Roma de 1998 do Tribunal Penal Internacional, artigo 7, subseção 1 (d) e (h)[ . ] . . . O "time do Stalin" também foi culpado de genocídio? Isso depende de como 'genocídio' é definido. . . . O primeiro elemento físico é a exportação de grãos durante a fome. . . . O segundo elemento físico foi a proibição da migração da Ucrânia e do norte do Cáucaso. . . . O terceiro elemento físico é que 'Stalin não fez nenhum esforço para garantir assistência de grãos do exterior[.]'. . . Se o presente autor fosse um membro do júri neste caso, ele apoiaria um veredicto de inocente (ou possivelmente o veredicto escocês de não provado). Os motivos para isso são os seguintes. Primeiro, os três elementos físicos do suposto crime podem receber interpretações não genocidas. Em segundo lugar, os dois elementos mentais não são provas inequívocas de genocídio. A suspeita de um grupo étnico pode levar ao genocídio, mas por si só não é evidência de genocídio. Portanto, parece que falta a prova necessária da intenção específica.
Ellman afirma que no final tudo depende da definição de genocídio:663 e que se Stalin fosse culpado de genocídio no Holodomor, então "quaisquer outros eventos da era 1917-53 (por exemplo, a deportação de nacionalidades inteiras e as 'operações nacionais' de 1937-38) também se qualificariam como genocídio, assim como os atos de [muitos países ocidentais]",:690–691 como o tráfico atlântico de escravos, os bombardeios atômicos de Hiroshima e Nagasaki e as sanções contra o Iraque na década de 1990, entre muitos outros. O historiador Hiroaki Kuromiya acha isso persuasivo.:663

### Stephen Kotkin
De acordo com Stephen Kotkin, embora "não haja dúvida da responsabilidade de Stalin pela fome" e muitas mortes poderiam ter sido evitadas se não fossem as medidas soviéticas "insuficientes" e contraproducentes, não há evidências da intenção de Stalin de matar os ucranianos deliberadamente. Segundo Kotkin, o Holodomor "foi um subproduto previsível da campanha de coletivização que Stalin impôs à força, mas não um assassinato intencional. Ele precisava que os camponeses produzissem mais grãos e exportassem os grãos para comprar a maquinaria industrial para a industrialização. A produtividade camponesa e a produção camponesa foram fundamentais para a industrialização de Stalin."

### Robert Davies e Stephen Wheatcroft
Os professores RW Davies e Stephen G. Wheatcroft afirmam que a fome foi causada pelo homem, mas não intencional. Eles acreditam que uma combinação de rápida industrialização e duas colheitas ruins sucessivas (1931 e 1932) foram a principal razão da fome. Davies e Wheatcroft concordam que as políticas de Stalin em relação aos camponeses foram brutais e implacáveis e não absolvem Stalin da responsabilidade pelas mortes em massa de fome; Wheatcroft diz que as políticas do governo soviético durante a fome foram atos criminosos de fraude e homicídio culposo, embora não de assassinato ou genocídio.  Wheatcroft comenta que a cultura nômade e camponesa foi destruída pela coletivização soviética, o que está de acordo com o antigo conceito de genocídio de Raphael Lemkin, que incluía a destruição cultural como um aspecto do crime, como os Índios Norte Americanos e os Aborígenes Australianos.

Em seu artigo de 2018 "The Turn Away from Economic Explanations for Soviet Famines", Wheatcroft escreveu:
Todos concordamos que a política de Stalin foi brutal e implacável e que seu encobrimento foi criminoso, mas não acreditamos que tenha sido feito de propósito para matar pessoas e, portanto, não pode ser descrito como assassinato ou genocídio. . . . Davies e eu (2004) produzimos o relato mais detalhado da crise de grãos nesses anos, mostrando as incertezas nos dados e os erros cometidos por um governo geralmente mal informado e excessivamente ambicioso. O estado não mostrou sinais de uma tentativa consciente de matar muitos ucranianos e tentativas tardias que buscavam fornecer alívio quando finalmente viu a tragédia se desenrolando eram evidentes. . . . Mas nos dez anos seguintes houve um renascimento do lado 'feito pelo homem de propósito'. Isso reflete tanto um interesse reduzido em entender a história econômica quanto um aumento nas tentativas do governo ucraniano de classificar a 'fome como um genocídio'. É hora de voltar a prestar mais atenção às explicações econômicas.
Michael Ellman criticou a visão de intenção de Davies e Wheatcroft como muito estreita, afirmando:
Segundo eles [Davies e Wheatcroft], só conta como intenção realizar uma ação cujo único objetivo é causar mortes entre os camponeses. Tomar uma ação com algum outro objetivo (por exemplo, exportar grãos para importar maquinário), mas que o ator certamente sabe que também fará com que os camponeses morram de fome não conta como intencionalmente matar os camponeses de fome. No entanto, esta é uma interpretação de 'intenção' que vai contra a interpretação jurídica geral.

### Ronald Grigor Suny
Ronald Grigor Suny contrasta as intenções e motivações para o Holodomor e outros assassinatos em massa soviéticos com os do genocídio armênio . Ele afirma que "embora por motivos morais uma forma de assassinato em massa seja tão repreensível quanto outra", para cientistas sociais e historiadores "há utilidade em restringir o termo 'genocídio' ao que poderia ser mais precisamente chamado de 'etnocídio', que é, a tentativa deliberada de eliminar um grupo designado." Sua definição de genocídio "envolve tanto o extermínio físico quanto o cultural de um povo".
Suny afirma que "as intenções e ações de Stalin durante a fome ucraniana, não importa quais afirmações sensacionalistas sejam feitas por nacionalistas e anticomunistas, não foram o extermínio do povo ucraniano", e "um conjunto diferente de explicações é necessário" para o Holodomor bem como para os Grandes Expurgos, o Gulag e as limpezas étnicas soviéticas de grupos étnicos minoritários.

## Fome como resultado de fatores naturais

### Mark Tauger
Mark Tauger, professor de história da West Virginia University, afirmou que a colheita de 1932 foi 30-40% menor do que as estatísticas oficiais e que a fome foi "o resultado de um fracasso da política econômica, da 'revolução de cima' ", não "uma política de nacionalidade 'bem-sucedida' contra ucranianos ou outros grupos étnicos". Em seu artigo de 1991 "The 1932 Harvest and the Famine of 1933", Tauger escreveu:
Publicações ocidentais e até soviéticas descreveram a fome de 1933 na União Soviética como "feita pelo homem" ou "artificial". . . . Os defensores dessa interpretação argumentam, usando estatísticas soviéticas oficiais, que a colheita de grãos de 1932, especialmente na Ucrânia, não foi anormalmente baixa e teria alimentado a população. . . . Novos dados de arquivo soviéticos mostram que a colheita de 1932 foi muito menor do que se supunha e exigem revisão da interpretação do genocídio. A baixa colheita de 1932 agravou a grave escassez de alimentos já disseminada na União Soviética pelo menos desde 1931 e, apesar da redução acentuada das exportações de grãos, tornou a fome provável, se não inevitável, em 1933. . . . Assim, para a Ucrânia, a área semeada oficial (18,1 milhões de hectares) reduzida pela parcela da área semeada efetivamente colhida (93,8%) para uma área colhida de 17 milhões de hectares e multiplicada pelo rendimento médio (aproximadamente 5 centavos) dá uma colheita total de 8,5 milhões de toneladas, ou pouco menos de 60% das 14,6 milhões de toneladas oficiais.
Tauger afirmou que "as duras aquisições de 1932-1933 apenas deslocaram a fome das áreas urbanas", mas a baixa colheita "tornou a fome inevitável". Tauger afirmou que é difícil aceitar a fome "como resultado das compras de grãos de 1932 e como um ato consciente de genocídio", mas que "o regime ainda era responsável pela privação e sofrimento da população soviética no início da década de 1930", e "se alguma coisa, esses dados mostram que os efeitos da [coletivização e industrialização forçada] foram piores do que se supunha".
Davies e Wheatcroft criticaram a metodologia de Tauger na edição de 2004 de The Years of Hunger. Tauger criticou a metodologia de Davies e Wheatcroft em um artigo de 2006. Na edição de 2009 de seu livro, Davies e Wheatcroft se desculparam por "um erro em nossos cálculos do rendimento [de grãos] de 1932" e afirmaram que o rendimento de grãos estava "entre 55 e 60 milhões de toneladas, uma colheita baixa, mas substancialmente maior do que os 50 milhões de Tauger.":xix-xxi Embora discordem sobre a tonelagem exata da colheita, eles chegam a uma conclusão semelhante à de Tauger na edição mais recente de seu livro e afirmam que "houve duas más colheitas em 1931 e 1932, em grande parte, mas não totalmente, resultado de condições naturais",:xve "em nosso próprio trabalho, como V. P. Kozlov, não encontramos evidências de que as autoridades soviéticas tenham realizado um programa de genocídio contra a Ucrânia. . . . Não achamos apropriado descrever as consequências não intencionais de uma política como 'organizada' pelos formuladores de políticas.":xiv-xvii
Em um artigo de 2002 para o The Ucraniano Weekly, David R. Marples criticou a escolha de Tauger de rejeitar os números estatais em favor daqueles de fazendas coletivas, onde havia um incentivo para subestimar os rendimentos, e argumentou que a conclusão de Tauger é incorreta porque, em sua opinião "não existe fome 'natural', não importa o tamanho da colheita. Uma fome requer alguma forma de intervenção estatal ou humana." Marples criticou Tauger e outros estudiosos por não "distinguir entre escassez, seca e fome absoluta", comentando que as pessoas morreram aos milhões na Ucrânia, mas não na Rússia porque "o 'programa maciço de racionamento e alívio' era seletivo".